# Río Negro (rivier in Uruguay)
De Río Negro is een ongeveer 750 kilometer lange rivier, deels in Brazilië en grotendeels in Uruguay. Ze is tevens de belangrijkste zijrivier van de Uruguay-rivier.
De rivier ontspringt in de Braziliaanse staat Rio Grande do Sul bij de stad Bagé en loopt van noordoost naar zuidwest door Uruguay, het land grofweg in twee helften verdelend, alvorens bij Mercedes uit te monden in de Uruguay-rivier. Het gelijknamige departement ligt aan de monding.
Het stroomgebied van de rivier is ongeveer 70.000 km² groot, waarvan 2500 km² in Brazilië. De Río Negro watert daarmee ongeveer 40% van het totale grondgebied van Uruguay af. De waterscheidingen die het stroomgebied begrenzen zijn de Cuchilla de Haedo in het noordwesten en de Cuchilla Grande in het zuidoosten. De belangrijkste zijrivieren zijn de Yí die vanuit het zuiden in het stuwmeer van Paso Palmar stroomt en de Tacuarembó die vanuit het noorden in het stuwmeer van Rincón del Bonete stroomt.
In de rivier zijn een drietal stuwen (Rincón del Bonete, Baygorria en Paso Palmar) gebouwd die een gezamenlijke capaciteit van 594 MW aan elektriciteit kunnen genereren. Hiermee wordt in een flink gedeelte van de elektriciteitsbehoefte van Uruguay voorzien en tevens wordt zo het debiet van de rivier gereguleerd. Vóór de bouw van de stuwen was het debiet erg onregelmatig, wat soms tot waterschaarste, en dan weer tot overstromingen leidde.

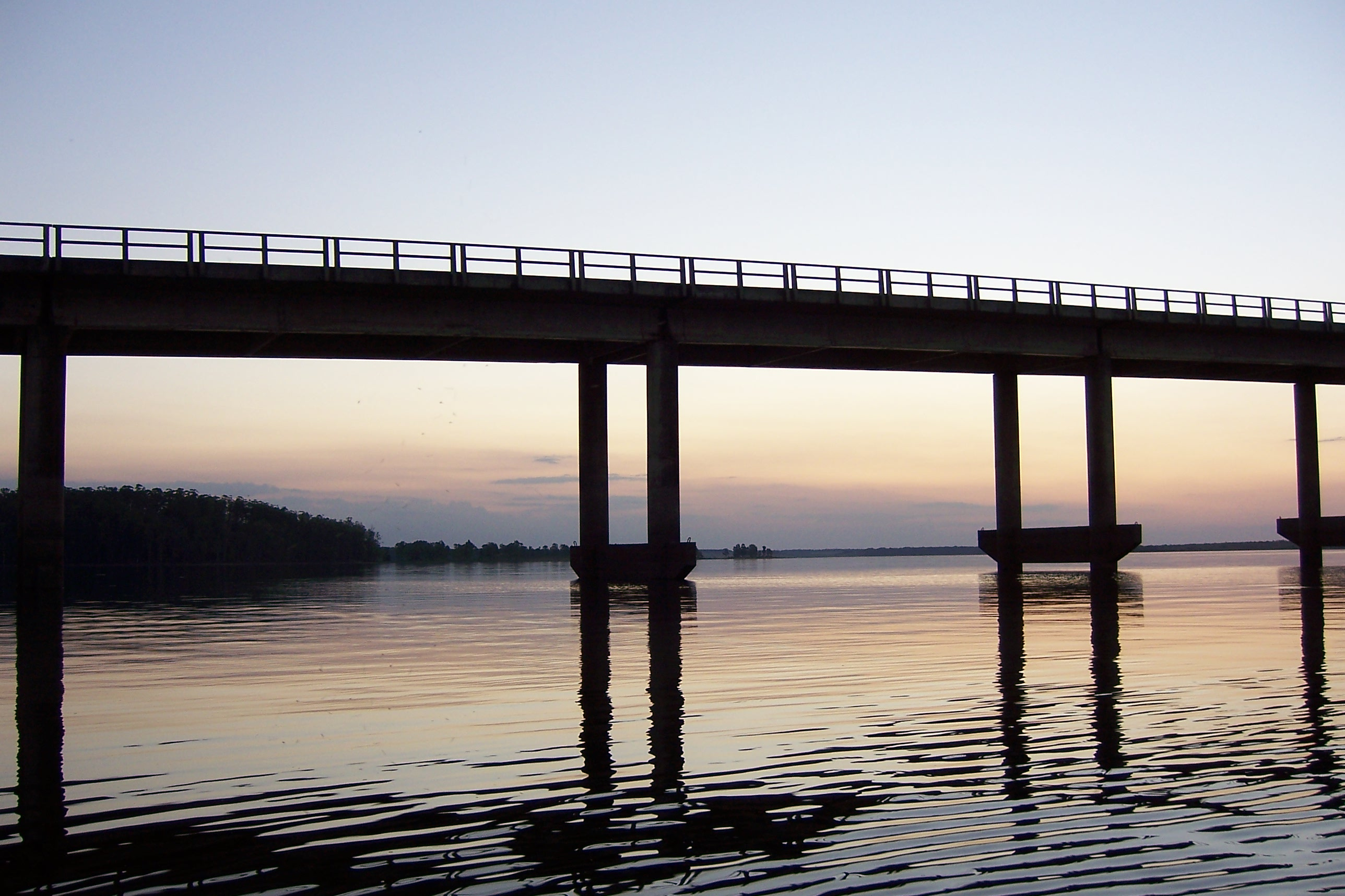
Brug op de Ruta Nacional 3 over de Río Negro op de grens van de departementen Soriano en Río Negro

Over de rivier zijn een aantal bruggen gebouwd waarover de nationale wegen 2, 3, 5, 6 en 26 leiden.